# Élections législatives de 1956 dans l'Ariège
Les élections législatives françaises de 1956 se déroulent le 2 janvier 1956. Dans le département de l'Ariège, trois députés sont à élire.

## Système électoral
Les élections législatives ont lieu au scrutin proportionnel plurinominal suivant la règle de la plus forte moyenne dans le cadre départemental, sans panachage.
Le vote préférentiel est admis, en inscrivant un numéro d'ordre en face du nom d'un, de plusieurs, ou de tous les candidats de la liste. Mais l'ordre ne peut être modifié que si au moins la moitié des suffrages portés sur la liste est numérotée (dans les faits les modifications ne dépassent jamais les 7 %). Le total des voix d'une liste correspond ainsi généralement à la moyenne des suffrages recueillis par chacun de ses membres, d'où la légère différence entre le nombre de voix comptées et le nombre effectif de suffrages exprimés.
La loi électorale du 7 mai 1951 permet à plusieurs listes de s'apparenter entre elles avant le déroulement du scrutin, pour peu qu'elles se rattachent à un des « partis ou groupements nationaux » reconnus par le Ministère de l'Intérieur. Si la somme des voix obtenues par l'apparentement obtient une majorité absolue des suffrages exprimés, ces listes se partagent l’ensemble des sièges à pourvoir. Dans le cas contraire, les sièges sont répartis entre l'ensemble des listes, apparentées ou non, suivant la méthode de la plus forte moyenne. Les apparentements sont autorisés dans 95 des 103 circonscriptions métropolitaines, seuls les départements de la Seine et de la Seine-et-Oise en étant exclus.

## Listes et candidats

### Listes en présence
| Liste             | Liste                                                              | Liste                                                              | Liste                                                              | Parti | Tête de liste    |
| ----------------- | ------------------------------------------------------------------ | ------------------------------------------------------------------ | ------------------------------------------------------------------ | ----- | ---------------- |
|                   | Liste du Parti Communiste Français                                 | Liste du Parti Communiste Français                                 | Liste du Parti Communiste Français                                 | PCF   | Pierre Poumadère |
|                   |                                                                    |                                                                    | Liste du Parti Socialiste SFIO                                     | SFIO  | Jean Durroux     |
|                   | Liste du Parti Républicain Radical et Radical-Socialiste           | RAD                                                                | Georges Galy-Gasparrou                                             |       |                  |
| Apparentement n°1 |                                                                    |                                                                    |                                                                    |       |                  |
|                   | Liste Républicaine "Socialiste Indépendante"                       | Liste Républicaine "Socialiste Indépendante"                       | Liste Républicaine "Socialiste Indépendante"                       | PSD   | Alexandre Rauzy  |
|                   | Liste d'Union et Fraternité Française présentée par Pierre Poujade | Liste d'Union et Fraternité Française présentée par Pierre Poujade | Liste d'Union et Fraternité Française présentée par Pierre Poujade | UFF   | René Aynié       |

## Campagne
Bastion de la gauche depuis les débuts de la IIIe République, l'Ariège est un des rares départements où un apparentement entre les listes socialiste et radicale dans le cadre du Front républicain est presque assuré de réunir la majorité absolue des suffrages exprimés, et donc d'emporter tous les sièges. Les perspectives électorales des autres formations politiques sont par conséquent quasiment inexistantes.
Le Parti communiste français, malgré ses bonnes performances dans le département depuis la Libération, a peu de chance de reconquérir le siège perdu par Pierre Poumadère en 1951.
Le MRP choisit initialement de présenter une liste menée par Maurice Byé avant de renoncer, la fédération locale « tenant compte des réalités électorales » en recommandant à ses sympathisants de reporter leur voix sur la liste radicale.
Le mouvement Poujade ne présente qu'une seule liste, tandis que l'ancien député socialiste Alexandre Rauzy, exclu de la SFIO en 1945 pour collaboration, tente de retrouver un mandat national à la tête d'une liste « socialiste indépendante ».

## Résultats

### Élus
| Parti       | Parti | Député sortant         | Groupe | Groupe | Parti | Parti | Député élu             | Groupe | Groupe |
| ----------- | ----- | ---------------------- | ------ | ------ | ----- | ----- | ---------------------- | ------ | ------ |
|             | SFIO  | Jean Durroux           |        | SOC    |       | SFIO  | Jean Durroux           |        | SOC    |
| René Dejean | SFIO  | René Dejean            |        | SOC    |       | SFIO  |                        |        | SOC    |
|             | RAD   | Georges Galy-Gasparrou |        | RRRS   |       | RAD   | Georges Galy-Gasparrou |        | RRRS   |

### Résultats par liste
| Parti Liste                                                        | Parti Liste          | Parti Liste            | Parti Liste          | Liste                | Liste  | Liste | Liste | Sièges | Sièges |
| Parti Liste                                                        | Parti Liste          | Parti Liste            | Parti Liste          | Tête de liste        | Voix   | %     | +/-   | Total  | +/-    |
| ------------------------------------------------------------------ | -------------------- | ---------------------- | -------------------- | -------------------- | ------ | ----- | ----- | ------ | ------ |
|                                                                    |                      |                        | SFIO                 | Jean Durroux         | 21 725 | 29,66 | −0,06 | 2      | 0      |
| Liste du Parti Socialiste SFIO                                     |                      |                        |                      |                      |        |       |       |        |        |
|                                                                    | RAD                  | Georges Galy-Gasparrou | 19 982               | 27,28                | +2,37  | 1     | 0     |        |        |
| Liste du Parti Républicain Radical et Radical-Socialiste           |                      |                        |                      |                      |        |       |       |        |        |
| Apparentement n°1                                                  | Apparentement n°1    | Apparentement n°1      | Apparentement n°1    | 41 707               | 56,94  | +2,31 | 3     | 0      |        |
|                                                                    |                      |                        |                      |                      |        |       |       |        |        |
|                                                                    | PCF                  | PCF                    | PCF                  | Pierre Poumadère     | 20 095 | 27,44 | −2,09 | 0      | 0      |
| Liste du Parti Communiste Français                                 |                      |                        |                      |                      |        |       |       |        |        |
|                                                                    | UFF                  | UFF                    | UFF                  | René Aynié           | 7 337  | 10,02 | Nv    | 0      | Nv     |
| Liste d'Union et Fraternité Française présentée par Pierre Poujade |                      |                        |                      |                      |        |       |       |        |        |
|                                                                    | PSD                  | PSD                    | PSD                  | Alexandre Rauzy      | 3 219  | 4,40  | Nv    | 0      | Nv     |
| Liste Républicaine "Socialiste Indépendante"                       |                      |                        |                      |                      |        |       |       |        |        |
|                                                                    |                      |                        |                      |                      |        |       |       |        |        |
| Somme                                                              | Somme                | Somme                  | Somme                | Somme                | 72 358 | 98,80 |       |        |        |
| Votes exprimés                                                     | Votes exprimés       | Votes exprimés         | Votes exprimés       | Votes exprimés       | 73 242 | 75,04 |       |        |        |
| Votes blancs et nuls                                               | Votes blancs et nuls | Votes blancs et nuls   | Votes blancs et nuls | Votes blancs et nuls | 1 542  | 1,58  |       |        |        |
| Total                                                              | Total                | Total                  | Total                | Total                | 74 784 | 76,62 | +1,06 | 3      | 0      |
| Abstentions                                                        | Abstentions          | Abstentions            | Abstentions          | Abstentions          | 22 824 | 23,38 |       |        |        |
| Inscrits                                                           | Inscrits             | Inscrits               | Inscrits             | Inscrits             | 97 608 | 100   |       |        |        |

### Résultats par parti et coalition
| Parti et coalition   | Parti et coalition            | Parti et coalition            | Parti et coalition            | Voix   | %     | +/-   | Sièges | +/- |
| -------------------- | ----------------------------- | ----------------------------- | ----------------------------- | ------ | ----- | ----- | ------ | --- |
|                      |                               |                               | Parti socialiste SFIO         | 21 725 | 29,66 | −0,06 | 2      | 0   |
|                      | Parti radical                 | 19 982                        | 27,28                         | +2,37  | 1     | 0     |        |     |
| Front républicain    | Front républicain             | Front républicain             | 41 707                        | 56,94  | +2,31 | 3     | 0      |     |
|                      | Parti communiste français     | Parti communiste français     | Parti communiste français     | 20 095 | 27,44 | −2,09 | 0      | 0   |
|                      | Union et fraternité française | Union et fraternité française | Union et fraternité française | 7 337  | 10,02 | Nv    | 0      | Nv  |
|                      | Parti socialiste démocratique | Parti socialiste démocratique | Parti socialiste démocratique | 3 219  | 4,40  | Nv    | 0      | Nv  |
|                      |                               |                               |                               |        |       |       |        |     |
| Somme                | Somme                         | Somme                         | Somme                         | 72 358 | 98,80 |       |        |     |
| Votes exprimés       | Votes exprimés                | Votes exprimés                | Votes exprimés                | 73 242 | 75,04 |       |        |     |
| Votes blancs et nuls | Votes blancs et nuls          | Votes blancs et nuls          | Votes blancs et nuls          | 1 542  | 1,58  |       |        |     |
| Total                | Total                         | Total                         | Total                         | 74 784 | 76,62 | +1,06 | 3      | 0   |
| Abstentions          | Abstentions                   | Abstentions                   | Abstentions                   | 22 824 | 23,38 |       |        |     |
| Inscrits             | Inscrits                      | Inscrits                      | Inscrits                      | 97 608 | 100   |       |        |     |

### Cartes

Liste en tête dans chaque canton.
Bloc en tête dans chaque canton.

## Analyse
Comme escompté le Front républicain remporte la majorité absolue des suffrages exprimés dans l'Ariège, permettant la réélection des sortants socialistes et radicaux.
L'apparentement socialiste-radical est largement majoritaire dans l'ensemble des cantons du département. La progression notable de la liste Galy-Gasparrou par rapport à 1951 est quasiment symétrique à la perte de voix enregistrée par les communistes, victimes de leur isolement. 
Les poujadistes, s'ils réalisent dans le département un score comparable à leur moyenne nationale, ne profitent pas pleinement de l'absence de concurrence à droite, échouant à rassembler l'ensemble des presque 11 000 suffrages réunis par le RPF et le MRP en 1951. 
La liste socialiste indépendante ne connait de succès que dans le seul canton de Tarascon-sur-Ariège (25,91 %), ancien fief d'Alexandre Rauzy.